# Matelica
Matelica – miejscowość i gmina we Włoszech, w regionie Marche, w prowincji Macerata.
Według danych na rok 2006 gminę zamieszkiwało 10 264 osób, 125,3 os./km².
Urodził tu się Kustosz Ziemi Świętej i dyplomata papieski abp Gaudenzio Bonfigli OFMObs.